# Beffroi de Bateson
Pour les articles homonymes, voir Beffroi (homonymie).
 (juin 2025).
Motif : Cette invention semble factice (, )
- Archive Wikiwix
- Bing
- Cairn
- DuckDuckGo
- E. Universalis
- Gallica
- Google
- G. Books
- G. News
- G. Scholar
- Persée
- Qwant
- (zh) Baidu
- (ru) Yandex
- (wd) trouver des œuvres sur Wikidata

| 1. | Préciser le motif de la pose du bandeau. | Précisez le motif de la pose du bandeau en utilisant la syntaxe suivante : {{admissibilité à vérifier\|date=juin 2025\|motif=remplacez ce texte par le motif}}                          |
| 2. | Informer les utilisateurs concernés.     | Pensez à avertir le créateur de l'article, par exemple, en insérant le code ci-dessous sur sa page de discussion : {{subst:avertissement admissibilité à vérifier\|Beffroi de Bateson}} |

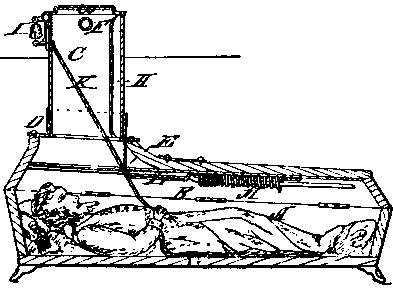
illustration extraite du brevet d'une variante de l'invensiion (1868).

Un beffroi de Bateson est une adjonction à des cercueils sécurisés, qui est une cloche ou clochette montée dans un clocher miniature positionné sur le couvercle du cercueil ou au-dessus de la tombe.
Une corde relie la cloche aux mains du défunt en passant au travers d'un trou dans le couvercle du cercueil. Ce dispositif breveté par l'anglais George Bateson en 1852 devait permettre à une personne enterrée vivante de se manifester.
Ce mécanisme a eu des évolutions au fil des âges et trouve plusieurs exemples dans les arts.